# Sigitas Geda
Sigitas Zigmas Geda (ur. 4 lutego 1943 w rejonie łoździejskim, zm. 12 grudnia 2008 w Wilnie) – litewski poeta, eseista i tłumacz, w 1988 jeden z inicjatorów powstania Sąjūdisu. 

## Dzieciństwo i młodość
Urodził się w rodzinie chłopskiej na Suwalszczyźnie. Po ukończeniu szkoły średniej studiował filologię litewską i liternaturoznawstwo na Wileńskim Uniwersytecie Państwowym, którego absolwentem został w 1966. Początkowo pisywał do czasopism Kalba Vilnius i Mūsų gamta (Nasza natura), z którymi jednak musiał w 1976 zerwać współpracę z powodów politycznych. 

## Działalność literacka
Debiutował w 1966 tomikiem wierszy Stopy. Rok później przystąpił do Związku Pisarzy Litewskiej SRR. W 1984 wydał zbiór poezji Szpak pod księżycem (Varnėnas po mėnulio), za który otrzymał nagrodę republikańską. Później opublikował Pieśni lat siedmiu (Septynių vasarų giesmės, 1991) i Budowę Babilonu (Babilono atstatymas, 1994). Za ostatnią publikację został nagrodzony nagrodą państwową. 
W 2001 ukazał się jego tomik poezji Sokrates rozmawia z wiatrem (Sokratas kalbasi su vėju) uznany przez Litewski Związek Pisarzy za najlepszą książkę roku. 
Od 1992 do śmierci pracował jako redaktor literacki pisma Ateny Północy (lit. Šiaurės Atėnai). Jego utwory były tłumaczone na języki polski, rosyjski, łotewski, norweski, szwedzki i niemiecki. Wybory jego wierszy ukazały się w tłumaczeniu na angielski, niemiecki i szwedzki. 

## Działalność translatorska
Przekładał m.in. Omara Chajjama, Dantego, François Villona, Novalisa, Adama Mickiewicza, Aleksandra Puszkina, Charles’a Baudelaire’a, Edagara Lee Mastersa, Rainera Marię Rilkego, Georga Trakla. Marinę Cwietajewą, Annę Achmatową, Osipa Mandelsztama, Paula Celana, Czesława Miłosza, Iosifa Brodskiego, Giennadija Ajgiego, Wisławę Szymborską.

## Działalność polityczna
W 1988 znalazł się w grupie 35 inicjatorów powołania Sąjūdisu. Jednocześnie pełnił w latach 1988-90 funkcję sekretarza Związku Pisarzy Litewskiej SRR.

## Życie prywatne
W 2007 stanął przed sądem z oskarżenia o naruszenie integralności cielesnej swojej córki Uršulė. Został uznany za winnego zaatakowania córki nożem podczas kłótni domowej i skazany na karę trzech lat pozbawienia wolności. Na dzień przed śmiercią wyznał swą winę i wsparty przez córkę poprosił o przesunięcie wykonania kary. Od dłuższego czasu był uzależniony od alkoholu. 

## Recepcja polska
W 2004 wyszedł wybór polski pt. Śpiewy Jadźwingów w przekładzie Sigitasa Birgelisa, Izabeli Korybut-Daszkiewicz, Łucji Matusiak, Marcina Niemojewskiego i Joanny Tabor (wydawnictwo EX LIBRIS, Warszawa). Jeden z najważniejszych utworów Gedy przełożył Leszek Engelking (przekład ukazał się w piśmie Gościniec Sztuki). W 2006 został odznaczony Złotym Krzyżem Zasługi.